# Cachoeira Alta
Pour les articles homonymes, voir Cachoeira.
Cachoeira Alta est une municipalité brésilienne de l'État de Goiás et la microrégion de Quirinópolis.